# Combat d'Usagre
Guerre d'indépendance espagnole
Batailles
- Olivença (01-1811)
- Gebora (02-1811)
- Campo Maior (03-1811)
- 1re Badajoz (04-1811)
- Fuentes de Oñoro (05-1811)
- Albuera (05-1811)
- Usagre (05-1811)
- Cogorderos (06-1811)
- Carpio (09-1811)
- El Bodón (09-1811)
- Aldeia da Ponte (09-1811)
- Arroyomolinos (10-1811)
- Tarifa (12-1811)
- Navas de Membrillo
- Almagro (01-1812)
- 2e Ciudad Rodrigo (01-1812)
- 2e Badajoz (03-1812)
- Villagarcia (04-1812)
- Almaraz (05-1812)
- Maguilla (06-1812)
- Arapiles (07-1812)
- García Hernández (07-1812)
- Majadahonda (08-1812)
- Retiro (08-1812)
- Madrid (08-1812)
- Burgos (09-1812)
- Villodrigo (10-1812)
- Tordesillas (10-1812)
- Alba de Tormes (11-1812) (es)
- San Muñoz (11-1812)

Le combat d'Usagre se déroule le 25 mai 1811 à Usagre, en Espagne, dans le cadre de la guerre d'indépendance espagnole. Il oppose la cavalerie française du général Victor de Faÿ de La Tour-Maubourg à la cavalerie anglo-hispano-portugaise du major-général William Lumley. L'affrontement se termine par une victoire des Alliés.
Le 25 mars 1811, le maréchal Soult, dont l'armée bat en retraite à la suite de la bataille d'Albuera, ordonne à la cavalerie du général La Tour-Maubourg d'accrocher l'avant-garde adverse sous les ordres du général Lumley. La rencontre a lieu au village d'Usagre, dont la topographie est exploitée par Lumley pour masquer une partie de ses forces à ses adversaires. 
La Tour-Maubourg détache la brigade Briche sur la gauche mais, sans nouvelles de ses agissements, il se décide à lancer à l'attaque les dragons de Bron de Bailly. Ceux-ci réussissent dans un premier temps à franchir le pont séparant le village de la rive nord, mais ils sont alors mis en déroute par une charge opportune des cavaliers de Lumley et subissent de lourdes pertes avant de pouvoir se retirer.

## Contexte et prélude

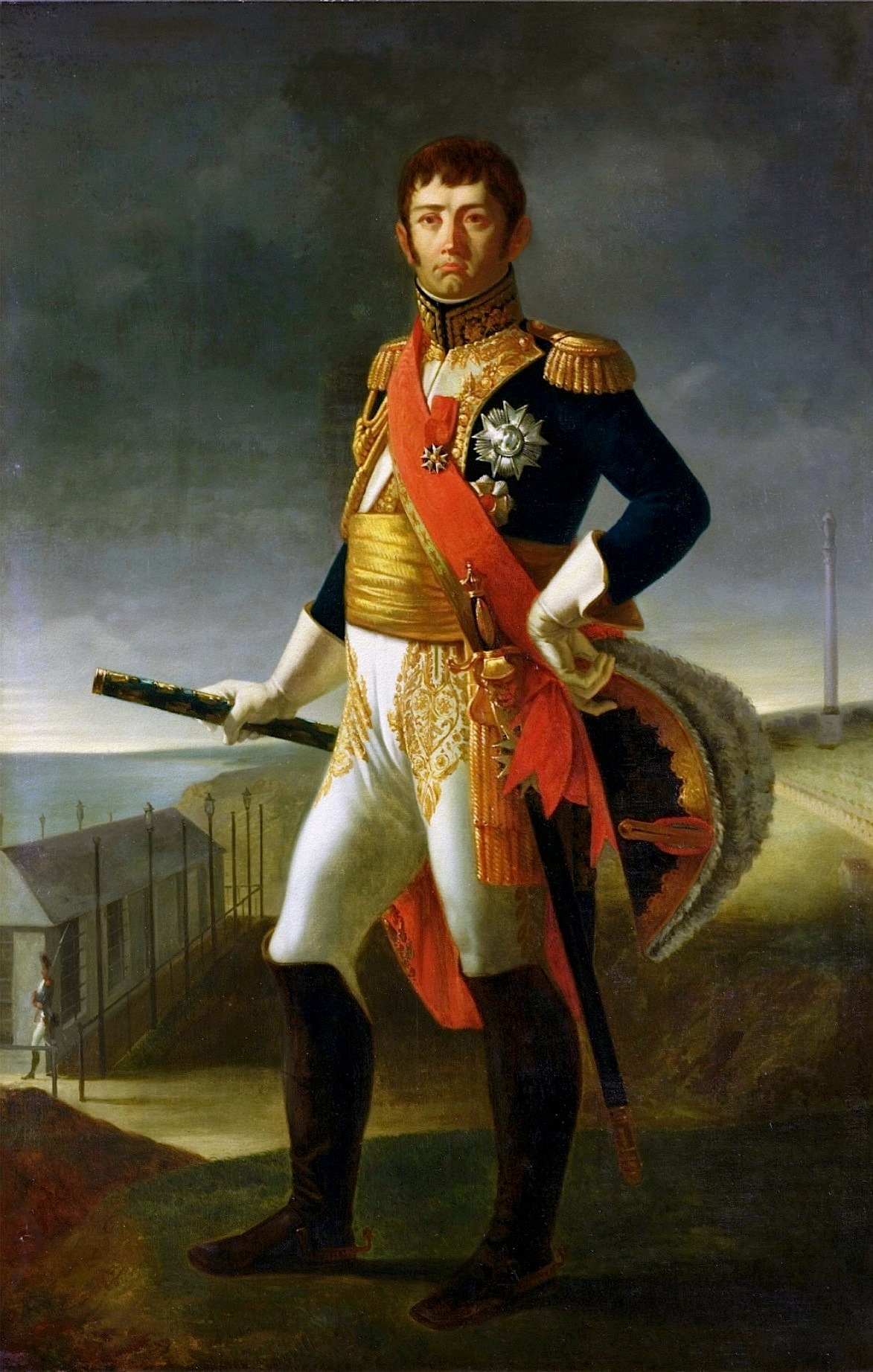
Le maréchal Soult, duc de Dalmatie. Peinture de Louis-Henri de Rudder.

Après l'indécise mais meurtrière bataille d'Albuera, le 16 mai 1811, le maréchal Soult, commandant en chef l'armée française d'Andalousie, décide de battre en retraite. Son adversaire, le général Beresford, tout en assiégeant Badajoz, envoie une partie de ses troupes à la poursuite de Soult. Celui-ci se retire lentement sur Llerena, retardé dans sa marche par le grand convoi des blessés d'Albuera. Le 25 mai, le maréchal ordonne au général Victor de Faÿ de La Tour-Maubourg de se porter sur Usagre et d'engager le combat avec l'avant-garde ennemie afin de connaître sa force et ses intentions.
Latour-Maubourg se met en route et tombe, à Villagarcia, sur des détachements de cavalerie espagnols qu'il poursuit sur huit kilomètres jusqu'à Usagre. Il se retrouve alors face à un corps de cavalerie commandé par le major-général William Lumley, qui forme l'avant-garde de l'armée alliée.

## Topographie du terrain
Le village d'Usagre se trouve à environ 95 km au sud-est de Badajoz, à 75 km de La Albuera et à 20 km de Llerena. Le terrain a un dénivelé assez faible compris entre 390 et 620 m d'altitude, et est traversé par un ruisseau qui se jette dans un profond ravin. Le village est situé sur la rive sud entre deux chaînes de collines, l'une au sud et l'autre au nord du cours d'eau. À cet endroit, les troupes cachées derrière la crête, non loin de la rive, sont invisibles pour les Français. Ces derniers, pour passer du côté nord du ruisseau, sont contraints d'emprunter un pont débouchant sur une petite gorge, et dont l'accès se fait par une ruelle très étroite,.

## Forces en présence

### Ordre de bataille français

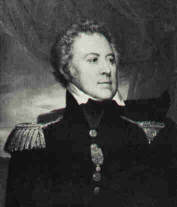
Le général de division Victor de Faÿ de La Tour-Maubourg.

Division de cavalerie attachée à l'armée du maréchal Jean-de-Dieu Soult : général de division Victor de Faÿ de La Tour-Maubourg, commandant en chef — 3 000 à 3 500 hommes
- Brigade André François Bron de Bailly
  - 4e régiment de dragons, colonel Pierre Joseph Farine du Creux
  - 20e régiment de dragons, colonel Desargus
  - 26e régiment de dragons, colonel Gabriel Gaspard Achille Adolphe Bernon de Montélégier
- Brigade Joseph Bouvier des Éclaz
  - 14e régiment de dragons, colonel Denis-Éloi Ludot
  - 17e régiment de dragons, colonel Frédéric Auguste de Beurmann
  - 27e régiment de dragons, colonel François Antoine Lallemand
- Brigade Gilbert Julian Vinot
  - 2e régiment de hussards, colonel Vinot
  - 27e régiment de chasseurs à cheval, colonel duc Prosper-Louis d'Arenberg
- Brigade André Louis Elisabeth Marie Briche
  - 4 régiments de chasseurs à cheval et de hussards
- Artillerie de campagne

### Ordre de bataille allié

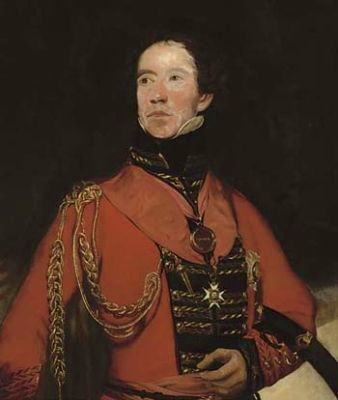
Le major-général William Lumley.

Cavalerie anglo-hispano-portugaise : major-général William Lumley, commandant en chef — 2 280 hommes
- Cavalerie britannique — 980 sabres
  - 13e régiment de dragons légers
  - 3e régiment de Dragoon Guards
  - 4e régiment de dragons
- Cavalerie portugaise, brigadiers-généraux Madden et Otway — 1 000 sabres
- Cavalerie espagnole, comte de Penne Villemur — 300 sabres
- Artillerie à cheval, capitaine Lefebure

## Déroulement de la bataille

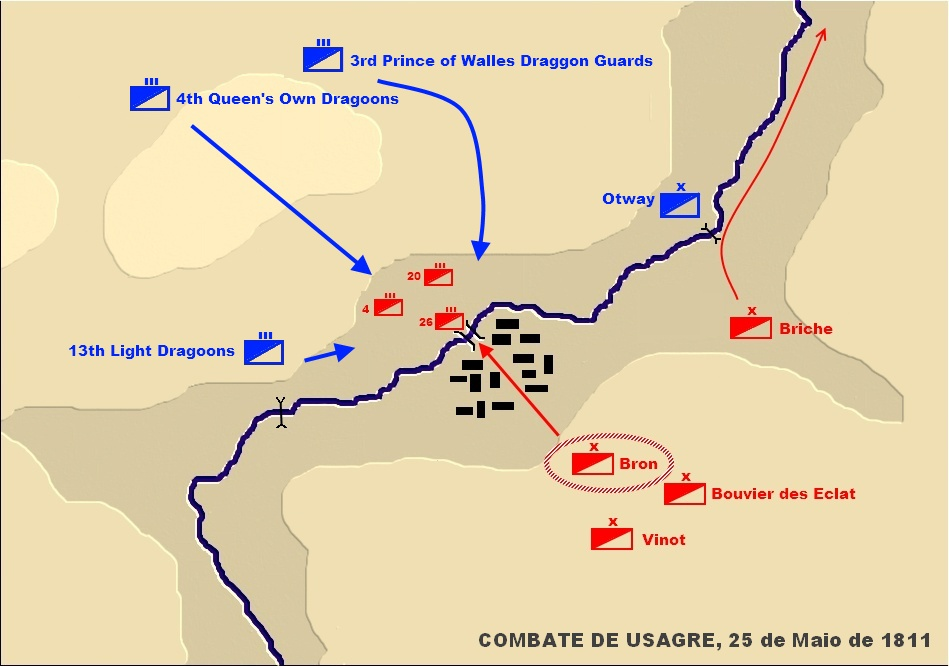
Schéma du combat d'Usagre, le 25 mai 1811.

Après avoir repéré le terrain, Lumley détache la cavalerie portugaise et le 13e dragons légers en avant de la ville, où ils font leur jonction avec les Espagnols de Penne Villemur. Sur l'autre rive, observant ce mouvement, La Tour-Maubourg fait donner son artillerie. Les escadrons alliés se replient alors en ordre sur Usagre et s'abritent derrière un tertre, d'où ils peuvent surveiller l'accès au village. Lumley, caché derrière les hauteurs, se tient en réserve avec le 3e Dragoon Guards et le 4e dragons, tandis que les canons du capitaine Lefebure engagent le feu à leur tour.
Devant la lenteur de l'action, La Tour-Maubourg ordonne au général Briche de contourner le flanc gauche adverse en traversant le ruisseau. Briche part avec sa cavalerie légère et se présente devant un gué emprunté peu avant par les Portugais d'Otway ; celui-ci s'est positionné non loin de là et se tient prêt à attaquer les Français. Peu désireux d'engager le combat, Briche remonte le cours d'eau à la recherche d'un autre point de passage, mais il omet d'informer La Tour-Maubourg de sa situation. Ce dernier s'impatiente et transmet finalement au général Bron de Bailly l'ordre de franchir le pont avec sa brigade de dragons. Celle-ci s'ébranle et, malgré le feu de la batterie Lefebure, commence à se déployer sur la rive nord. C'est alors que les Dragoon Guards et le 4e dragons britanniques se découvrent et chargent de flanc le 4e régiment de dragons français qui est sévèrement étrillé, de même que le 20e arrivé pour le soutenir. Les cavaliers de Bron de Bailly tentent alors de repasser sur le pont, mais en sont empêchés par l'arrivée du 26e dragons venu à leur aide ; dans la confusion, de nombreux soldats français sautent du pont afin de regagner la rive sud.
La Tour-Maubourg arrive néanmoins à enrayer l'avance des Britanniques en ordonnant à l'une de ses unités d'occuper les maisons le long de la rive pour faire le coup de feu. Les Français quittent alors le champ de bataille, en abandonnant un grand nombre de chevaux aux mains de leurs adversaires.

## Bilan
La cavalerie française, sur un effectif initial d'environ 3 000 sabres, perd 250 tués ou blessés et 80 prisonniers, parmi lesquels le colonel Farine du 4e régiment de dragons. L'historien John William Fortescue note que les estimations varient d'une source à l'autre : le commandant Picard, dans son ouvrage sur la cavalerie révolutionnaire et impériale, donne 170 tués ou blessés et 80 prisonniers, alors que le général Lumley indique la capture de 78 soldats français. L'historique du 3e Dragoon Guards de Richard Cannon mentionne quant à lui 96 sous-officiers et dragons français capturés, sans compter les officiers.
Les Britanniques déplorent de leur côté moins d'une vingtaine de tués ou blessés.